# Power Glove
 (mai 2023).
Si vous disposez d'ouvrages ou d'articles de référence ou si vous connaissez des sites web de qualité traitant du thème abordé ici, merci de compléter l'article en donnant les références utiles à sa vérifiabilité et en les liant à la section « Notes et références ».
Le Power Glove est un accessoire pour la Nintendo Entertainment System (NES) sorti en 1989, conçu par l'équipe de Grant Goddard et Sam Davis pour Abrams/Gentile Entertainment, produit par Mattel aux États-Unis et par PAX au Japon. L'accessoire coûtait à l'origine 100 $.
Des jeux comme Super Mario Bros., Metroid, Castlevania, Contra ou Rad Racer donnaient la possibilité d'utiliser le Power Glove. Pour sauter dans Super Mario Bros. ou Metroid il fallait lever le bras rapidement vers le haut, il fallait pointer du doigt pour tirer dans Contra ou Castlevania, et il fallait mimer les mouvements du volant pour conduire dans Rad Racer.
Pour permettre au gant de fonctionner, le joueur devait placer trois capteurs sur le coin supérieur gauche, le coin supérieur droit et le coin inférieur droit de l'écran.
Le Power Glove fut un échec étant donné le peu de jeux étant destinés à utiliser le gant. Le jeu le plus connu est Super Glove Ball, où le joueur devait utiliser le Power Glove afin de prendre et déplacer des objets. Pour les autres jeux, n'étant pas conçus pour utiliser le Power Glove, le joueur devait entrer un code en appuyant sur les touches numériques situées sur le dessus du gant. Dans la majorité des cas, les contrôles répondaient mal et rendaient les jeux plus compliqués. Dans certains jeux, la progression devenait même impossible car certaines fonctions étaient mal interprétées, et parfois simplement non reconnues. Toutefois, les joueurs pouvaient utiliser la manette sur le Power Glove pour effectuer des actions non interprétées.

## Analogies avec la télécommande Wii

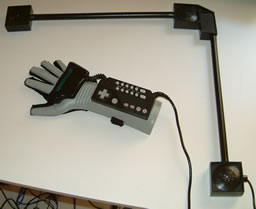
Version japonaise du Power Glove.

Le Power Glove a certaines ressemblances avec la télécommande Wii, contrôleur de la console Wii. Parmi ces ressemblances, on distingue notamment :
- Les capteurs de mouvement, permettant la reconnaissance des mouvements effectués par le joueur ;
- La possibilité de pointer à l'écran ;
- L'utilisation de l'accessoire en utilisant une seule main ;
- Lorsque tenus horizontalement, les deux accessoires peuvent servir de manette classique.

Cependant, la Wiimote et le Power Glove ont plusieurs différences notables :
- La télécommande Wii est un accessoire officiel conçu par Nintendo ; le Power Glove, bien qu'ayant été approuvé par Nintendo, a été conçu par une compagnie tierce ;
- La télécommande Wii est la manette principale de la console Wii, tous les jeux sont donc développés pour ce type de contrôle, contrairement au Power Glove ;
- La technique utilisée pour la télécommande Wii est plus récente de 20 ans que celle du Power Glove ; les capteurs sont donc nettement plus précis et captent beaucoup mieux les mouvements du joueur ;
- Le Power Glove captait la fermeture des doigts de la main. Cela permettait notamment de prendre un objet en fermant la main. La télécommande Wii quant à elle, ne permet pas cette fonction. Le bouton A ou la gâchette B sont généralement utilisés pour ce genre d'action ;
- La télécommande Wii, étant destinée à une console supportant la troisième dimension, permet plus de possibilités que le Power Glove, qui était uniquement conçu pour des jeux en deux dimensions ;
- La télécommande Wii possède un port d'extension situé dans le bas de la télécommande. Ce port permet notamment d'ajouter des accessoires, dont le Nunchuk, l'accessoire de base qui est requis pour un grand nombre de jeux. Le Power Glove lui, ne possède pas de port d'extension ;
- Pour utiliser le Power Glove, le joueur devait placer trois gros capteurs autour de l'écran. La télécommande Wii contient un seul capteur qui vérifie sa position par rapport à l'écran à l'aide des dix DEL contenues dans la Sensor Bar ;
- Le Power Glove coûtait environ 100 US$ ; la télécommande Wii coûte moins de 50 US$.

## Test duPower Glove
Dans sa 14e review, James Rolfe interprétant The Angry Video Game Nerd donne un aperçu des capacités et problèmes du Power Glove. Dans beaucoup de jeux tels que Super Glove Ball (jeu pourtant fourni avec l'accessoire), Double Dragon, Castlevania, Kung-Fu Heroes (en), Bubble Bobble, The Legend of Zelda, LifeForce, Jackal ou encore Metroid, le jeu est incapable d'interpréter correctement les commandes du joueur, obligeant celui-ci à passer sur le D-Pad intégré du Power Glove. Seuls quelques rares jeux tels que Top Gun ou Rad Racer semblent véritablement fonctionner sans avoir à recourir au D-Pad.